# Лов на стенице
Лов на стенице   је збирка аутобиографских приповедака српског писца, романсијера, сценаристе, драматурга и редовног члана Српске академије наука и уметности Драгослава Михаиловића (Ћуприја, 17. новембар 1930) објављена 1993. године у издању издавачке куће "БИГЗ" из Београда и "Панораме" из Приштине.

## О аутору
Драгослав Михаиловић рођен је 1930. године у Ћуприји. Студирао је на Филозофском факултету у Београду, на Групи за југословенску књижевност и српскохрватски језик. Факултет је завршио 1957. године.
Добитник је многих награда: Октобарску награду Града Београда, Андрићеву награду, Нинову награду критике, Награду Народне библиотеке Србије за најчитанију књигу године, Кочићеву награду за животно дело, "Рачанску повељу" за целокупно књижевно дело, Виталову награду, и многе друге. За дописног члана Српске академије наука и уметности изабран је 1981, а за редовног 1989. године.

## О књизи
Лов на стенице садржи девет приповедака које су сећање на време страдања у политичким логорима из педесетих година прошлог века на Голом отоку. Приказана су стварна лица, џелати, жртве, са свим нијансама приказа суноврата у злочин и зверство, или спасавања и уздизања душе у трпљењу. Аутор је приказао и полицајце и страдалнике, њихова искушења, страшне и горке послове и дане. Осликан је драматично и потресно начин на који је једна политика, кроз политички злочин, настојала да сатре политичке наистомишљенике. 
Приказана је судбина "ибеоваца" који су на својој кожи осетили послератну страховладу Титовог режима у време сукоба са Стаљином те ова књига представља јединствено књижевно сведочанство.

## Приповетке
Збирка садржи девет приповедака:
- Лов на стенице
- Ранко и Власта
- Руководилац радова
- Чизмаши у кицошком оделу
- "Тромоторац" из Железника
- Вредност љубави
- Шарл Азнавур и његова публика
- Како то да напишем, другар
- Мрзим голооточане

## Награде
За збирку прича Лов на стенице Драгослав Михаиловић је добио Награду "Бора Станковић".

## Издања
Збирка прича Лов на стенице је објављена 1993. године у издању БИГЗ-а из Београда и "Панораме" из Приштине. Године 2021. збирку је објавила издавачка кућа Лагуна из Београда.